# Монастырь Бойерберг
Монастырь Бойерберг (нем. Kloster Beuerberg) — бывший августинский монастырь, располагавшийся в одноимённом районе баварской коммуны Ойрасбург (Верхняя Бавария) и относившийся к архиепархии Мюнхена и Фрайзинга; обитель регулярных каноников была основана в 1121 году и распущена в ходе секуляризации в Баварии — в 1803. После этого в помещениях размещалась школа для девочек и дом престарелых.

## История и описание
Монастырь на территории современной коммуны Ойрасбург, посвященный апостолам Петру и Павлу, был основан в 1121 году монахами Отто, Эберхардом и Конрадом, а также — графом Ирингсбургским (по инициативе его матери Берты); 30 марта обитель получила соответствующее подтверждение от Папы Римского. Согласно местному преданию к моменту основания на этом месте уже была приходская церковь и проживал отшельник по имени Генрих, который установил отношения с августинцами из монастыря Бернрид: в итоге Генрих стал первым настоятелем монастыря в Бойерберге. Первые же монахи, вероятно, прибыли сюда из Диссена.
С момента основания обитель в Бойерберге находилась под заметным влиянием монастыря в Роттенбухе — важнейшего духовного центра августинцев в Баварии. В соответствии с «реформаторскими» усилиями Роттенбуха, заключавшимися в желании освободиться от власти местных феодалов, уже в 1121 году монахи Бойерберга обратились за защитой к священному престолу: папы римский Каликст II наделили их правом самим выбирать себе аббата. Уже в 1127 году состоялось освящение монастырской церкви — трехнефной романской базилики — в честь апостолов Петра и Павла.
Каноники не сразу появились в Бойерберге: только в 1278 году три каноника начали постоянно проживать в обители; в 1312 году их стало уже семь, а с XVI века — пятнадцать. К тому моменту винодельни в Тироле, окрестные леса и права на вылов рыбы в озере Штарнбергер-Зе уже принадлежали монастырю. Исследователи полагали, что монастырь обрёл и региональное значение — доказательством этому являлось создание школы и библиотеки. В 1294 и 1330 годах строения монастыря были уничтожены пожарами — также была уничтожена часть библиотеки и монастырского архива.
Религиозные реформы XV века, заявлявшие своей целью возрождение идеала нищеты монахов, и период Реформации заметно сказались на монастырской жизни, приведя обитель к упадку. Только при пробсте Леонарде Мочингере, занимавшим свой пост с 1527 по 1563 год, и с притоком в монастырь новых каноников ситуация изменилась.
Бойерберг заметно пострадал в ходе Тридцатилетней войны. Несмотря на разграбление в ходе военных действий, новая монастырская церковь была построена уже между 1629 и 1635 годами: при попытке перестройки старой базилики, она рухнула 13 ноября 1628 года — старое церковное здание было полностью разрушено, за исключением главного алтаря. Новое здание для храма строилось по примеру иезуитской церкви Святого Михаила (Мюнхен) в период с 1630 по 1635 год мастером-строителем Исааком Бадером; верхние части башни-колокольни достраивались после 1659 года. В создании внутреннего убранства барочного храма приняли участие целый ряд баварских художников, включая Ханса Ульриха Франка (1603—1680), Элиаса Грайтера (Гройтера) и Бартоломеуса Штайнле (ум. 1628).
В 1729 году последовала капитальная реконструкция основного корпуса монастыря. В тот период местная метеорологическая станция ежедневно отправляла свои погодные наблюдения в Мюнхен — в Баварскую академию наук.
Монастырь был распущен в ходе секуляризации 1803 года: 539 книг и рукописей из его библиотеки поступили в Баварскую государственную библиотеку, а 439 книг — в библиотеку университета. Монастырская церковь стала приходской. Мюнхенский купец Иоганн Карл фон Арнхард приобрел бывшие монастырские здания, включая местную больницу; в 1821 году Франц фон Мадерни стал единственным владельцем помещений. В 1835 году салезианки из конгрегации Дочери Марии Помощницы Христиан переехали в Бойерберг: в период с 1846 по 1938 год здесь помещалась школа для девочек и дом по уходу за матерями, а позже — дом престарелых.
Монастырь был окончательно заброшен после того как 22 декабря 2013 года умерла сестра Инносентия: 5 мая 2014 года последние 14 сестер переехали в дома престарелых. В результате, в октябре 2014 года, бывшие монастырские здания были переданы архиепископству Мюнхена и Фрайзинга, которое не сразу определилось с их будущем: после переоборудования части зданий, продолжавшейся с ноября 2015 до осени 2016 года их стало возможно использовать в качестве жилья для беженцев. Другие части здания могут использоваться церковными организациями и обществами. Одновременно в помещениях стали проводиться выставки о монастырской жизни.